# 線棘細齒鰧
線棘細齒鰧（学名：Dysalotus alcocki），又名線棘細齒鱚、黑狗母，为叉齒鱚科線棘細齒鰧屬下的一个种，分布於全球各大洋，屬深海魚類，棲息深度在水深0至2100公尺，本魚背鰭硬棘10至11枚；背鰭軟條26至28枚；臀鰭硬棘1枚；臀鰭軟條26至28枚，體長可達22.5公分。